# 上海老相机制造博物馆

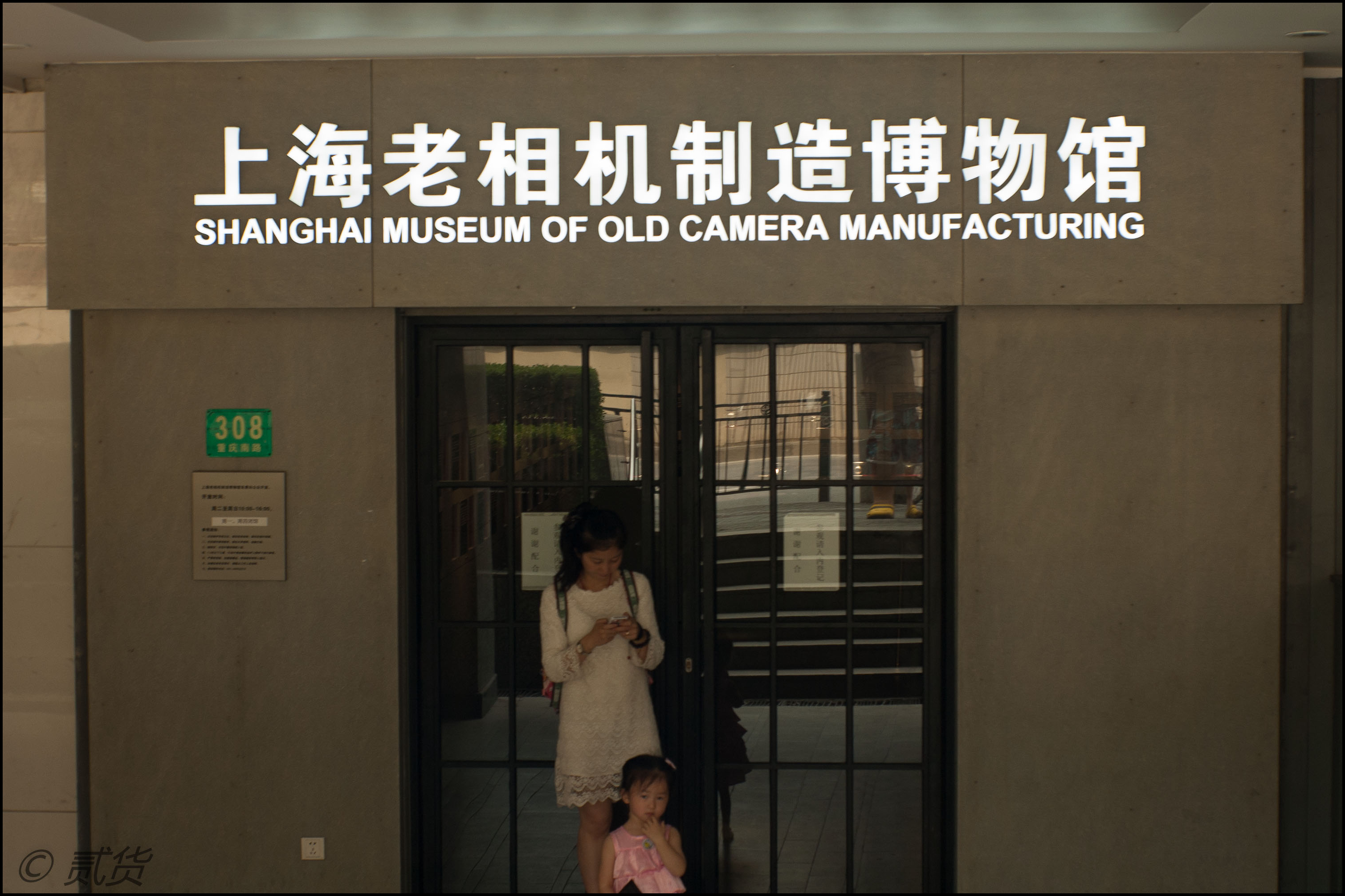
原位于重庆南路308号的上海老相机制造博物馆。

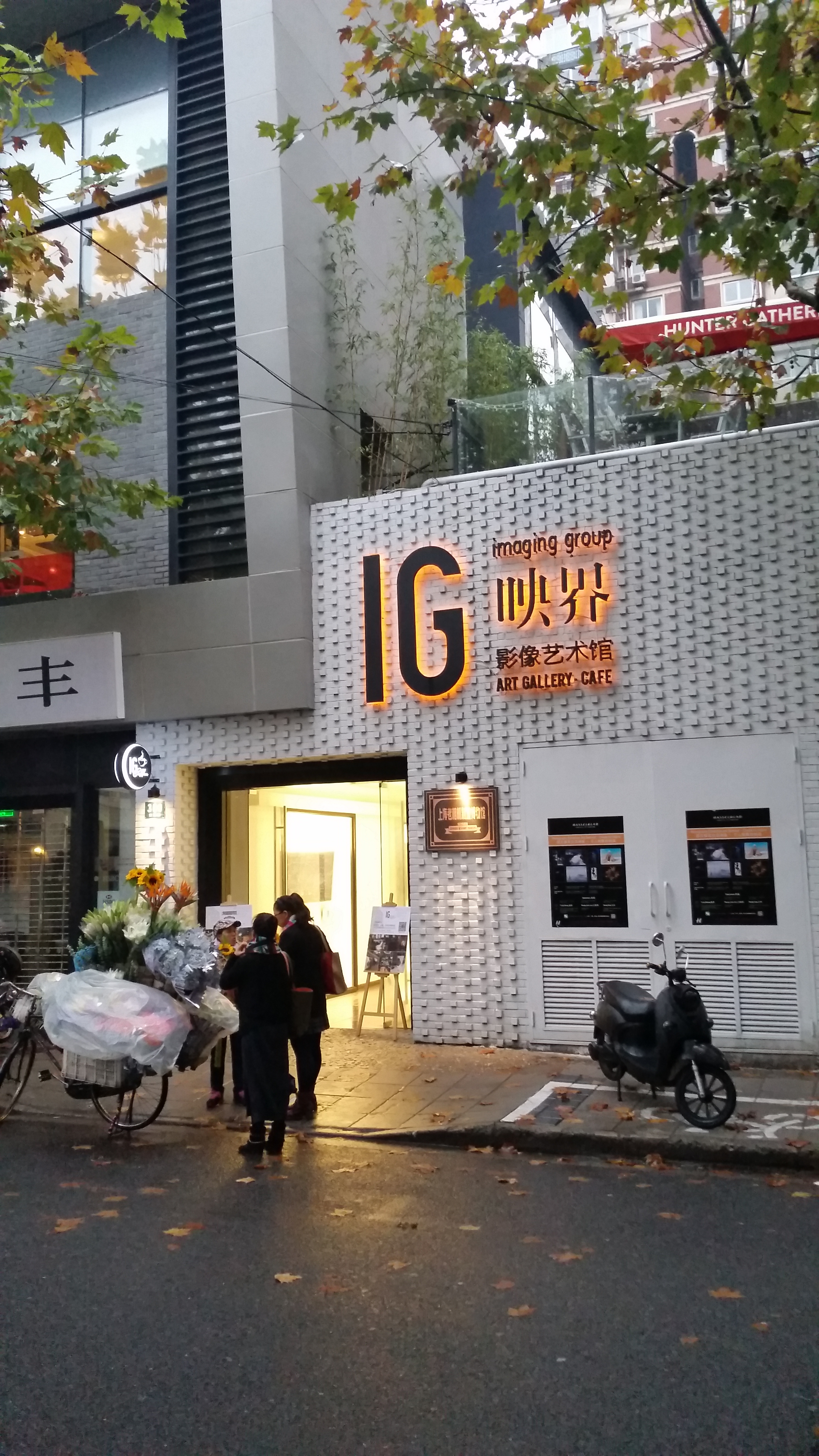
位于安福路300号的上海老相机制造博物馆。2015年9月迁往此处。

上海老相机制造博物馆位于上海市浦东新区五星路676弄39号，是一家以老式相机为收藏主题的私立博物馆。

## 历史
2012年-2015年曾在上海重庆南路308号黄浦区文化局第二文化馆建成开馆，2015年9月-2020年5月5日曾在徐汇区安福路300号经营。2020年9月搬迁至浦东新区五星路676弄39号，更名为“上海相机摄影博物馆”。

## 交通
- 上海轨道交通13号线华夏中路站

## 营业时间
- 每周二至周日：上午十点半至下午五点
- 周一闭馆